# 독일소년단

독일소년단의 단기

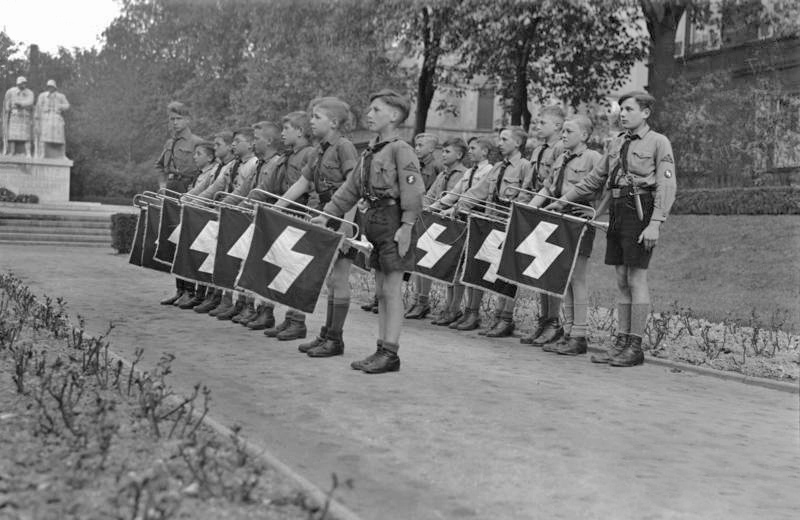
1933년, 독일소년단 단원들의 행진

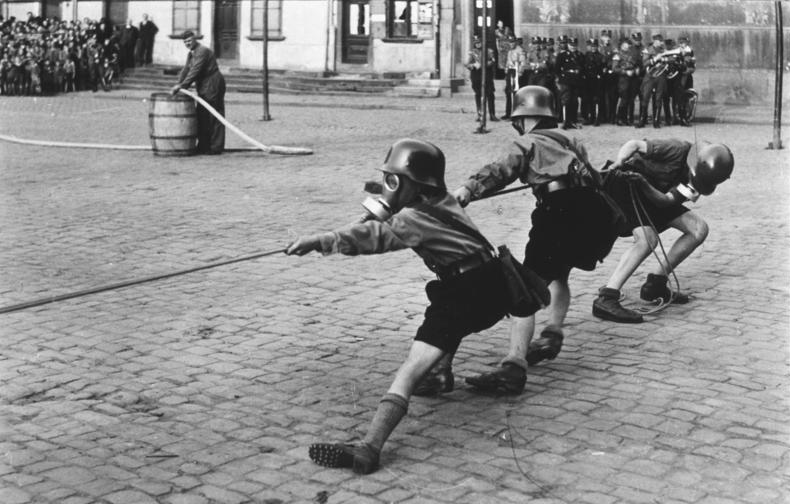
1933년, 독일소년단 단원들이 전투 기술을 학습받고 있는 모습

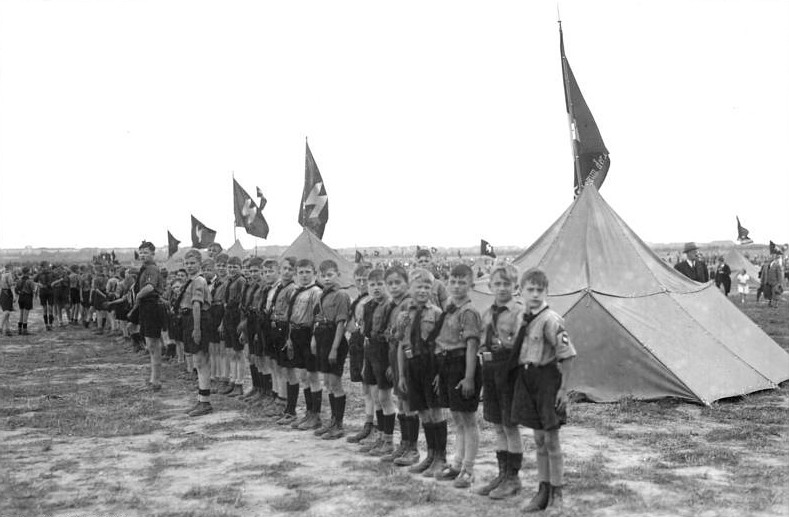
1934년, 독일소년단 단원들의 베를린 행진

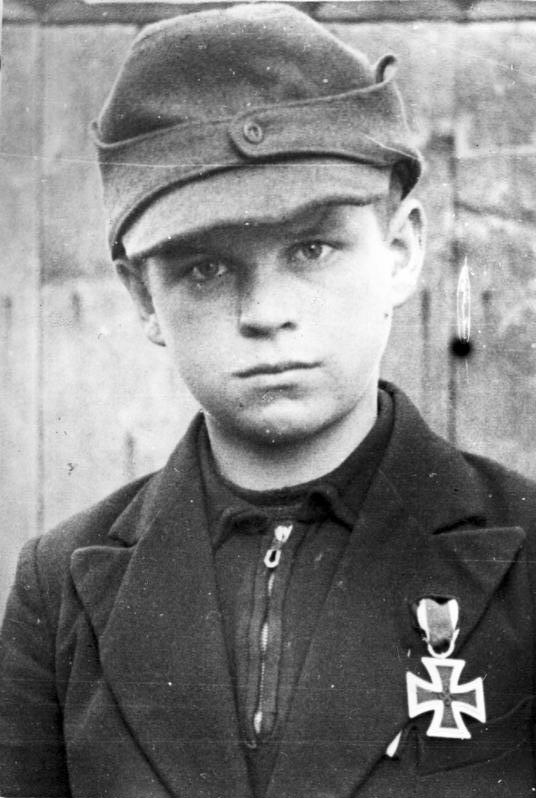
독일소년단의 12세 소대 지휘관 알프레트 체흐

독일소년단(독일어: Deutsches Jungvolk)은 1928년 바이마르 공화국 당시 설립된 국가사회주의 독일 노동자당과 나치 독일 치하 청년조직이었다. 10~14세 청소년을 상대로 회원을 모집하였으며, 히틀러 청소년단 제휴•산하 기관 가운데 하나다. 야외 활동, 스포츠 등을 교육하였으며, 청소년과 어린이에게 나치 사상을 교육하고자 설립했다. 제2차 세계대전 당시 독일소년단 단원들은 소년병으로 사용되었으며, 제2차 세계대전으로 나치 독일이 패망하여 1945년 해체되었다.

## 유니폼과 엠블럼
독일소년단 유니폼은 히틀러 청소년단 유니폼과 매우 흡사했다. 하복은 검은색 반팔과 주머니 있는 황갈색 셔츠였으며, 넥타이와 베레를 착용했다. 하지만, 베레 복장은 1934년 폐기했으며, 개리슨 캡으로 대체했다. 독일소년단 엠블럼은 검은색 바탕에 하얀색 룬 문자로 "승리" 라고 쓴 것이며,이는 독일소년단 단원의 셔츠 좌상 소매부분에 새겼다.

## 같이 보기
- 히틀러 청소년단
- 민족사회주의 독일 학생동맹
- 나치 독일
- 독일소녀동맹